# Phyllonorycter pernivalis
Phyllonorycter pernivalis là một loài bướm đêm thuộc họ Gracillariidae. Nó được tìm thấy ở Hoa Kỳ (Utah).
Ấu trùng ăn Acer grandidentatum. Chúng ăn lá nơi chúng làm tổ. 